# 東善寺 (高崎市)
東善寺（とうぜんじ）は、群馬県高崎市にある曹洞宗の寺院。

## 歴史
1633年（寛永10年）に開山された。ただ、境内には江戸時代以前の石造物があることから、その頃から既に存在していた可能性もある。
江戸時代中期、旗本小栗政信によって中興された。1704年（宝永元年）、小栗家が当地に所領を与えられたことを契機とする。幕末の小栗家当主が小栗忠順である。忠順が幕府の職を辞し官軍に処刑されるまで、当寺に隠棲していた。
境内には、「小栗公遺品館」があり、忠順らの遺品が納められている。

## 文化財
- 小栗上野介忠順の墓（群馬県指定史跡 昭和28年8月25日指定）[3]
- （伝）権田栗毛お母衣明神（高崎市指定史跡 平成17年12月22日指定）[4]
- （伝）権田栗毛岩下岩窟観音（高崎市指定史跡 平成17年12月22日指定）[4]

## 交通アクセス
- 前橋ICより車43分。